# Ciclone de Orissa
O ciclone de Orissa, oficialmente o ciclone 05B de 1999, foi o ciclone tropical que faz o maior número e mortes na Índia desde 1971. Chegou a atingir no mar a categoria 5 da escala de furacões de Saffir-Simpson antes de golpear a costa estatal de Orissa na Índia, a 29 de outubro, com a força superior da categoria 4, apenas uma semana após outro ciclone da mesma intensidade neste sector. Causou a morte além de 10 000 pessoas e dos danos estimados a mais de 4,5 bilhões $US. Na bacia do oceano Índico Norte, avança a este capítulo o ciclone Sidr de 2007 mas não o ciclone Gorky de 1991, ambos atingiram duramente o Bangladesh. Atingiu no entanto a mais baixa pressão de todos os ciclones desta bacia com 912 hPa.

## Evolução meteorológica
Uma perturbação tropical no Mar da China Meridional à meio de outubro deslocou-se para o oeste e desenvolveu-se suficientemente para que o Joint Typhoon Warning Center lança-se uma alerta de formação de ciclone tropical em 23 de outubro de 1999. Apesar que este sistema não continuou a sua intensificação no Oceano Pacífico e a alerta foi anulada. a 25 de outubro, atingiu o Mar de Andamão e reforçou-se, levando à emissão de outra alerta ciclónica. A conveção intensificou-se e organizou-se depois e o sistema resultou a depressão tropical 05B no mesmo dia que passa na Península da Malásia. A depressão deslocou-se para o noroeste por causa da circulação atmosférica de uma Crista barométrica subtropical no seu flanco norte. A quente temperatura da superfície do mar e um fluxo cisalhamento dos ventos favorecedor permitiram uma intensificação ao nível de tempestade tropical a 26 de outubro a 345 Km ao sul-oeste de Rangum, Mianmar.
Depois de ter passado justo ao sul de Mianmar, continuou a reforçar-se no Golfo de Bengala, e a 27 de outubro resultou um ciclone tropical. No dia seguinte, o ciclone atingiu a Categoria 5 com ventos de 260 km/h. Diminuiu ligeiramente depois mas seu pressão central esteve estimada a 912 hPa Golpeou a costa índia estatal de Orissa, para perto da cidade de Bhubaneswar, com ventos de 210 km/h a 29 de outubro. Uma crista mais ao norte impediu uma penetração no interior das terras e o ciclone reduziu o progresso a aproximadamente 50 quilómetros da costa, depois voltou para o oceano. Ainda que debilitado pelo atrito, guardou a força de tempestade tropical derivando para o sul e atingiu o golfo a 31 de outubro antes de dissipar-se a 3 de novembro.

## Preparativos
Das dezenas de milhares de famílias da costa das regiões de Balasore, Bhadrak, Kendrapara, Jagatsinghpur, Puri e Ganjam evacuaram para o interior das terras. Mais de 44 500 pessoas encontraram refúgio em vinte e três abrigos construídos pela Cruz Vermelha da Alemanha.

## Impactos

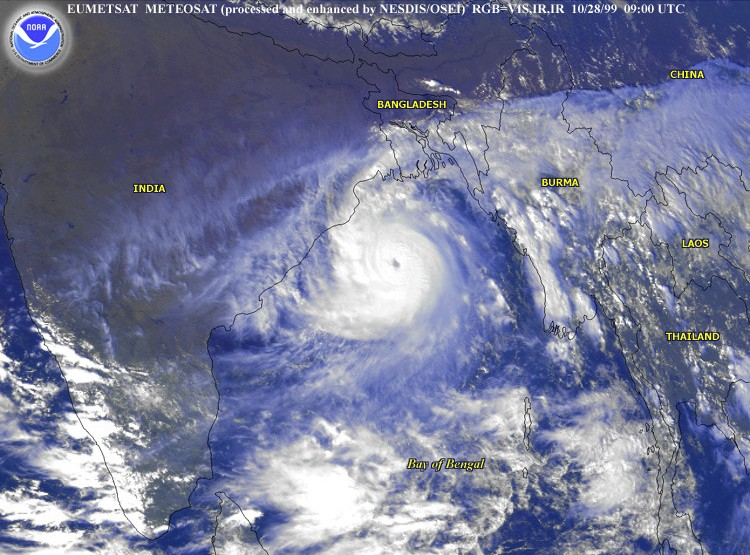
Ciclone 05B com ventos de 210 km h) para perto de seu contacto com a costa índia

As chuvas torrenciais golpearam o sudeste da Índia, que causou inundações recorde nas terras baixas. A maré de tempestade de oito metros invade a costa até 20 quilómetros adentro das terras. O litoral  foi devastado a 17 110 km2 e mais de 90 milhões de árvores foram derrubadas ou partidas
Aproximadamente 275 000 habitações foram destruídas, fazendo mais de 1,67 milhão de sem-abrigos, e 19,5 milhões de pessoas estiveram afectados em localidades diversas. O número oficial é de 9 803 mortes directamente pelo ciclone e quarenta demais ausentes mas estima-se a mais de 10 000 o número real. A mais forte mortalidade foi recenciada no distrito de Jagatsinghpur com 8 119 e outro 3 312 feridos. 2 043 dos 5 700 habitantes da cidade de Padmapur pereceram.
O número de animais criados perdidos está estimado a aproximadamente 2,5 milhões cujos 406 000 cabeças de ganhado o que afectando para perto de 5 milhões de agricultores. Os danos materiais nos catorze distritos afectados estiveram estimados a 4,5 bilhoẽs $US de 1999 (5,1 bilhões $US de 2005).
Em Myanmar, outras dez pessoas foram mortas pelo ciclone tropical e 20 000 famílias estiveram lançadas fora de casa.

## Socorro
A equipa do Organização das Nações Unidas para a gestão das catástrofes, reunida em Nova Delhi, organizou socorros de urgência em colaboração com o ministro índio responsável de Orissa, as organizações não governamentais internacionais e nacionais (ONG), o Fundos das Nações Unidas para a crianças (UNICEF), o Programa das Nações Unidas para o Desenvolvimento (PNUD) e o Programa Alimentar Mundial (PAM). A assistência da ONU elevou-se a aproximadamente 16 milhões $US quantia mais da metade que vem da UNICEF. Três milhões $US em medicamentos e em apoio de socorro tinham sido distribuído ao final dezembro de 1999. O PAM concedeu 5,1 milhões $US em alimentos compostos, arrozes, leguminosas e bolachas vitaminadas. Os Fundos das Nações Unidas para a população (FNUAP) tem concedido uma ajuda de 700 000 $US cuja dos conjuntos de saúde perinatal, cinco unidades médicas móveis e uma ajuda logística. O Organização Mundial da Saúde (OMS) tem concedido 100 000 $US para criar e de gerir um sistema de vigilância de urgência para controlar as epidemias e uma assistência técnica. Outros organismos das Nações Unidas têm feito contribuições em numerário que têm sido distribuído pelo PNUD para ajudar o Estado de Orissa. Os organismos especializados têm contribuído também uma assistência técnica considerável, particularmente nas propriedades da saúde e da agricultura.
A Cruz Vermelha índia e o BAPS Care Internacional (BAPSCI), uma organização de caridade índia, entraram imediatamente em acção após o ciclone para contribuir ao socorro às vítimas. A segurança civil estatal de Orissa estendeu as suas intervenções directas até três meses após os acontecimentos e até seis meses para o programa de reconstrução. Enviou alimentos de urgência proporcionada pela Cruz Vermelha desde Nova Deli. Apesar de tudo, um número de pessoas morreram na tempestade e de doença antes a chegada dos socorristas nas regiões os muitos difíceis acessos.
O BAPSCI carregou 2 340 voluntários de socorro a oitenta e quatro aldeias atingida. Procedeu à cremação de 700 mortos e de 3 500 carcaças de animais como medida de higiene porque a população local não podia por superstição tocar aos corpos de desconhecidos. Três aldeias do distrito de Jagatsinghpur (Chakulia, Banipat e Potak), estiveram « adoptados » pelo BAPSCI em janeiro de 2000 para a sua reconstrução. Duzentos casas e duas escolas em betão foram construídas assim e dois poços foram restituídos até maio de 2002.

### Artigos relacionados
- Ciclone tropical